# Bernardo de Fresneda
Bernardo de Fresneda (Fresneda de la Sierra Tirón, 1495 - Santo Domingo de la Calzada, 22 de diciembre de 1577) fue un religioso franciscano español. 

## Biografía
Su nombre original era Bernardo de Alvarado. Nació en Fresneda de la Sierra, en una familia hidalga de modestos recursos. Tomó el hábito franciscano en el convento de San Bernardino en su villa natal. Fue confesor del rey Felipe II de España, obispo de Cuenca y comisario general de cruzada desde 1562, obispo de Córdoba desde 1571 y Consejero de Estado desde 1573. En 1577, fue elegido arzobispo de Zaragoza, pero falleció de camino a esta ciudad sin haber tomado posesión de la sede. Fue enterrado en el convento de San Francisco de Santo Domingo.